# Schachafrikameisterschaft
Die Schachafrikameisterschaft (englisch African Individual Chess Championship) wird seit 1998 von der African Chess Confederation (ACC) zur Ermittlung eines Afrikameisters durchgeführt.

## Austragungen
| Jahr | Datum                                                                     | Spielort                                                                  | Afrikameister (Männer)                                                    | Afrikameisterin (Frauen)                                                  |
| ---- | ------------------------------------------------------------------------- | ------------------------------------------------------------------------- | ------------------------------------------------------------------------- | ------------------------------------------------------------------------- |
| 1998 | 2. bis 12. Dezember                                                       | Kairo                                                                     | Ibrahim Hasan Labib                                                       | —                                                                         |
| 1999 | 25. Oktober bis 5. November                                               | Agadir                                                                    | Mohamed Tissir                                                            | —                                                                         |
| 2001 | 16. bis 25. September                                                     | Kairo                                                                     | Hicham Hamdouchi                                                          | Asma Houli                                                                |
| 2003 | 4. bis 18. Oktober                                                        | Abuja                                                                     | Essam El-Gindy                                                            | Farida Arouche                                                            |
| 2005 | 4. bis 15. November                                                       | Lusaka                                                                    | Ahmed Adly                                                                | Tuduetso Sabure                                                           |
| 2007 | 1. bis 9. September                                                       | Windhoek                                                                  | Robert Gwaze                                                              | Mona Khaled                                                               |
| 2009 | 20. bis 31. Juli                                                          | Tripolis                                                                  | Bassem Amin                                                               | Melissa Greeff                                                            |
| 2011 | 3. bis 14. Juni                                                           | Maputo                                                                    | Ahmed Adly (2)                                                            | Mona Khaled (2)                                                           |
| 2013 | 17. bis 28. Mai                                                           | Tunis                                                                     | Bassem Amin                                                               | Shrook Wafa                                                               |
| 2014 | 13. bis 22. Dezember                                                      | Windhoek                                                                  | Kenny Solomon                                                             | Shrook Wafa (2)                                                           |
| 2015 | 2. bis 10. Mai                                                            | Kairo                                                                     | Bassem Amin (2)                                                           | Mona Khaled (3)                                                           |
| 2016 | 17. bis 26. Juli                                                          | Kampala                                                                   | Abdelrahman Hesham                                                        | Shrook Wafa (3)                                                           |
| 2017 | 2. bis 10. Juli                                                           | Oran                                                                      | Bassem Amin (3)                                                           | Shahenda Wafa                                                             |
| 2018 | 13. bis 20. Mai                                                           | Livingstone                                                               | Bassem Amin (4)                                                           | Shahenda Wafa (2)                                                         |
| 2019 | 9. bis 17. Juli                                                           | Hammamet                                                                  | Ahmed Adly (3)                                                            | Shrook Wafa (4)                                                           |
| 2020 | 20. bis 31. Mai Lagos wegen COVID-19-Pandemie in Afrika nicht ausgetragen | 20. bis 31. Mai Lagos wegen COVID-19-Pandemie in Afrika nicht ausgetragen | 20. bis 31. Mai Lagos wegen COVID-19-Pandemie in Afrika nicht ausgetragen | 20. bis 31. Mai Lagos wegen COVID-19-Pandemie in Afrika nicht ausgetragen |
| 2021 | 18. bis 27. Mai                                                           | Lilongwe                                                                  | Ahmed Adly (4)                                                            | Jesse Nikki February                                                      |
| 2022 | 18. bis 27. September                                                     | Lagos                                                                     | Bassem Amin (5)                                                           | Shahenda Wafa (3)                                                         |
| 2023 | 6. bis 13. Mai                                                            | Kairo                                                                     | Adham Fawzy                                                               | Lina Nassr                                                                |
| 2024 | 12. bis 21. März                                                          | Accra                                                                     | Bassem Amin (6)                                                           | Jesse Nikki February (2)                                                  |
| 2025 | 13. bis 20. Mai                                                           | Kairo                                                                     | Bilel Bellahcene                                                          | Shrook Wafa (5)                                                           |